# Teoria quàntica de camps topològica
En teoria de gauge i física matemàtica, una teoria de camp quàntica topològica (o teoria de camps topològica o TQFT) és una teoria de camp quàntica que calcula invariants topològics.
Encara que els TQFT van ser inventats pels físics, també tenen interès matemàtic, ja que estan relacionats, entre altres coses, amb la teoria de nusos i la teoria de quatre varietats en topologia algebraica, i amb la teoria dels espais de mòduls en geometria algebraica. Donaldson, Jones, Witten i Kontsevich han guanyat medalles Fields per treballs matemàtics relacionats amb la teoria de camps topològics.
En la física de la matèria condensada, les teories de camp quàntic topològic són les teories efectives de baixa energia dels estats ordenats topològicament, com ara els estats Hall quàntics fraccionaris, els estats condensats en xarxa de cordes i altres estats líquids quàntics fortament correlacionats.

## Visió general
En una teoria de camps topològica, les funcions de correlació no depenen de la mètrica de l'espai-temps. Això vol dir que la teoria no és sensible als canvis en la forma de l'espai-temps; si l'espai-temps es deforma o es contrau, les funcions de correlació no canvien. En conseqüència, són invariants topològics.
Les teories de camp topològics no són gaire interessants en l'espai-temps pla de Minkowski utilitzat en la física de partícules. L'espai de Minkowski es pot contreure a un punt, de manera que una TQFT aplicada a l'espai de Minkowski dona lloc a invariants topològics trivials. En conseqüència, els TQFT solen aplicar-se a espais temps corbats, com, per exemple, superfícies de Riemann. La majoria de les teories de camps topològiques conegudes es defineixen en espais temps de dimensió inferior a cinc. Sembla que existeixen algunes teories de dimensions superiors, però no s'entenen gaire bé.
Es creu que la gravetat quàntica és independent del fons (en algun sentit adequat), i els TQFT proporcionen exemples de teories de camp quàntics independents del fons. Això ha impulsat investigacions teòriques en curs sobre aquesta classe de models.
(Advertència: sovint es diu que els TQFT només tenen un nombre finit de graus de llibertat. Aquesta no és una propietat fonamental. Passa a ser cert en la majoria dels exemples que estudien físics i matemàtics, però no és necessari. Un model sigma topològic té com a objectiu l'espai projectiu de dimensions infinites, i si es pogués definir una cosa així tindria infinitat de graus de llibertat).

## Models específics
Les teories de camp topològiques conegudes es divideixen en dues classes generals: TQFT de tipus Schwarz i TQFT de tipus Witten. Els TQFT de Witten també s'anomenen teories de camp cohomològiques. Vegeu (Schwarz 2000).

### TQFT tipus Schwarz
En els TQFT de tipus Schwarz, les funcions de correlació o de partició del sistema es calculen mitjançant la integral de camí de les funcionals d'acció independents de la mètrica. Per exemple, en el model BF, l'espai-temps és una varietat M bidimensional, els observables es construeixen a partir d'una F de dues formes, un escalar auxiliar B i les seves derivades. L'acció (que determina la integral del camí) és
{\displaystyle S=\int \limits _{M}BF}

### TQFT tipus Witten
El primer exemple de TQFT de tipus Witten va aparèixer a l'article de Witten l'any 1988 (Witten 1988a) , és a dir , la teoria topològica de Yang–Mills en quatre dimensions. Tot i que la seva acció funcional conté la mètrica d'espai-temps g αβ, després d'un gir topològic resulta ser independent de la mètrica. La independència del tensor esforç-energia T αβ del sistema de la mètrica depèn de si l'operador BRST està tancat. Seguint l'exemple de Witten, es poden trobar molts altres exemples a la teoria de cordes.